# 由布川峡谷

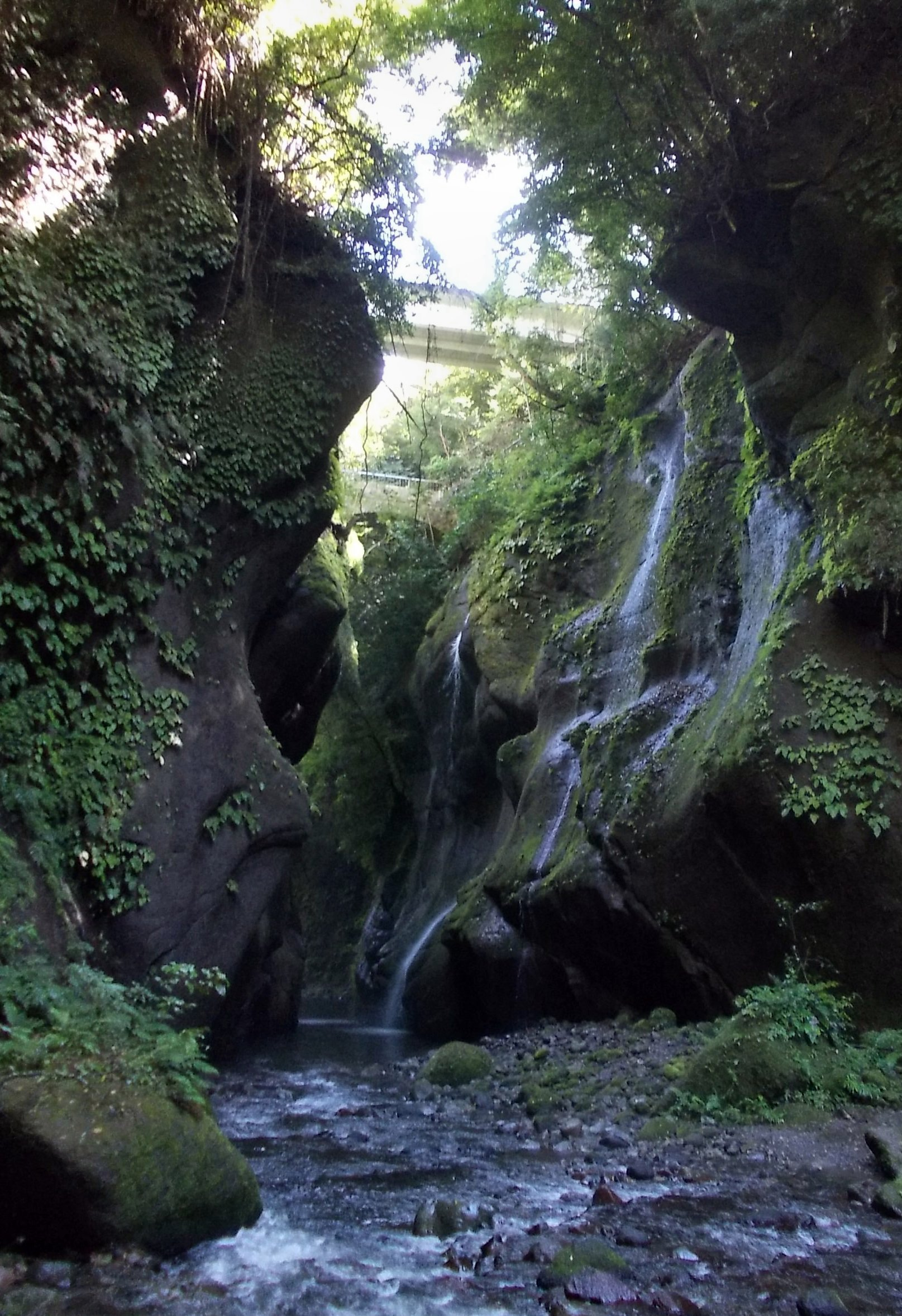
由布川峡谷

由布川峡谷（ゆふがわきょうこく）は、大分県別府市から由布市挾間町にかけての大分川水系賀来川支流の由布川の上流にある峡谷。由布川渓谷とも呼ばれる。

## 概要
約60万年前に噴出・堆積した大規模火砕流である由布川火砕流が浸食されたことによって形成された渓谷である。
高さ約15-60mの切り立った断崖の底で渓流が約12kmにわたって続く。苔の生した岩肌を40条以上あるといわれる細い滝筋が流れ落ちる幻想的な景観が広がり、美しい峡谷で知られるオーストリアのチロル地方になぞらえて「東洋のチロル」とも呼ばれる。夏には涼を求めて、また秋には紅葉の名所として観光客でにぎわう。
大分県の名勝に指定されるとともに、おおいた遺産及び大分百景に選定されている。
峡谷には、かつては上流から順に別府市側の椿入り口、由布市挾間町側の猿渡入り口、谷ヶ淵入り口の3ヶ所の入り口があったが、近年は椿入り口及び猿渡入り口の2ヶ所になっている（後述のとおり、椿入り口は通行止め中）。椿入り口の上流側には、峡谷両岸の断崖の間に大きな岩が挟まったチェックストーン（チョックストーン）が見られる。猿渡入り口付近には吊り橋が架かっており、ここからも峡谷を眺めることができる。
2017年1月に崩落、落石のため椿入り口が通行止めとなり、同年9月には九州北部豪雨や台風18号の影響で猿渡入り口が崩落して通行止めとなったため、川に降りることができない状況が続いていた。しかし、2021年3月29日に猿渡入り口が新たなルートで復旧している。